# Marcel Josserand
Marcel Josserand (ur. 5 października 1900 w Lyonie, zm. 28 marca 1992 tamże) – francuski mykolog.

## Życiorys
Marcel Josserand przez większą część swojego życia zajmował się badaniem grzybów, zwłaszcza pieczarniaków (Agaricomycetes). W 1923 r. współtworzył sekcję mykologiczną Towarzystwa Linneuszowskiego w Lyonie, którego później wielokrotnie był prezesem. Od 1938 roku współpracował ze słynnym mykologiem Robertem Kühnerem w Lyonie. W 1947 r. został członkiem Lyon Academy of Arts and Sciences (Akademia Nauki i Sztuki w Lyonie), a w 1953 r. jej prezesem.
Marcel Josserand badał grzyby wielkoowocnikowe Europy Środkowej. Ich opisy publikował w czasopiśmie Francuskiego Towarzystwa Mykologicznego. Jego najbardziej znaną książką była La description des Champignons supérieurs (Basiodiomycètes charnus) – technique descriptive, vocabulaire raisonné du descripteur.
W naukowych nazwach opisanych przez niego taksonów dodawany jest skrót jego nazwiska Joss.